# Alan Parnaby
Alan Parnaby é um ator de televisão e cinema britânico, cuja carreira tem durado quatro décadas e que talvez seja mais conhecido por interpretar William Russell na drama de época Flambards (1979).
Seus papéis na televisão incluem Jackanory Playhouse (1979), William Russell em Flambards (1979), Tim no episódio 'Mary's Wife' da série BBC2 Playhouse (1980), Wilfrid Corder em Hannah (1980), Sr. Flax em Pinkerton's Progress (1983), Johnnie Purvis em Juliet Bravo (1984), Sr. Snodgrass em The Pickwick Papers (1985), Advogado de defesa em Them and Us (1985), DC Price em The Chief (1991), Satoh em A Diplomat in Japan (1992), Paul Beaty/Peter Graley em The Bill (1994-1996), Primeiro soldado em David (1997), Prison Governor em NCS: Manhunt (2002), Colin Draper em Heartbeat (2002), Geoff Hoon em Justifying War: Scenes from the Hutton Enquiry (2004), Sr. Boykin/Ricky Carson em Casualty (1986-2004), Nick Bell/PC Terry Sanders em Doctors (2001-2005), Empresário em Spooks (2005), Steve Shaw em Two Pints of Lager and a Packet of Crisps (2006), Mike em Jane Hall (2006), Soco em Hunter (2009), e Chris Huhne em On Expenses (2010).
Papéis no cinema incluem o Barqueiro em Dead Man's Folly (1986) e Policial em Clockwise (1986).
Aparições no teatro incluem Guantanamo: Honour Bound to Defend Freedom (2004), Four Nights in Knaresborough (1999) e The Riots (2011) no Teatro Tricycle; Factory Birds (West Yorkshire Playhouse); Scraps (Orange Tree Theatre); Ten Times Table e King Lear (Derby Playhouse); Ten Times Table and King Lear (Derby Playhouse); Black Blood and Gold, Love on the Dole, The Corn Is Green (1981), Doctor Faustus (1981), Lord Arthur Savile's Crime, The Merchant of Venice (Royal Exchange); One Flew over the Cuckoo's Nest' (Playhouse Theatre, turnê); Frankenstein e Dracula (New Vic Theatre).